# Parga musanae
Parga musanae är en insektsart som beskrevs av Sjöstedt 1931. Parga musanae ingår i släktet Parga och familjen gräshoppor. Inga underarter finns listade i Catalogue of Life.